# 瑪哈什哩
瑪哈什哩（18世纪—1807年），喀尔喀蒙古车臣汗部人，博尔济吉特氏。清朝第十四代车臣汗。
第十三代车臣汗桑斋多尔济没有儿子，瑪哈什哩作为他的嗣子。嘉庆五年（1800年），嘉庆帝降桑斋多尔济为四等台吉，以瑪哈什哩袭封车臣汗。嘉庆十二年（1807年），瑪哈什哩卒，他的儿子恩克圖嚕袭封车臣汗。